# Osteogenesis imperfecta
 Der er for få eller ingen kildehenvisninger i denne artikel, hvilket er et problem. Du kan hjælpe ved at angive troværdige kilder til de påstande, som fremføres i artiklen.

Osteogenesis imperfecta (OI), der også kaldes for medfødt knogleskørhed, er en medfødt, genetisk arvelig eller mutationssygdom, hvor osteogenesen (knogledannelsen) er ufuldkommen, hvilket resulterer i meget skrøbelige knogler, der brækker ved mindre eller ingen åbenlyse traumer.
Det er stor forskel mellem de letteste og de alvorligste tilfælde. Sygdommen medfører ofte dværgvækst og underudvikling af lemmer så der er mange der ender i kørestol af det. De børn som er mest udsat er de som fødes for tidlig.
I dag deler man sygdommen i fire grupper: Let, middel, svær - og dødelig. Der er flest med en let variant, der udgør cirka 70 % af alle diagnoserne.
Skuespiller og sangeren Pernille Vallentin er blandt dem der bærer af diagnosen.

## Symptomer
I de sværeste tilfælde kan barnet være dødfødt eller dø kort tid efter fødslen, ofte grundet åndedrætsbesvær og medfødte svære frakturer, hvilket delvist skyldes deformitet af blandt andet ribben og brystkasse, foruden underudviklede lunger.
Sygdommen er en bindevævssygdom med fejl i proteinet collagen. Det kan derfor udover brud forårsage ustabile led, tandproblemer, hørenedsættelse, øget tendens til blå mærker, blålig farvning af det hvide i øjne (sclera). Der kan også forekomme hjerteproblemer, nedsat lungefunktion, ligesom de øvrige organers funtkion er nedsat. Intelligensen fejler dog ikke noget.
I Danmark har der siden 1982 fandtes en diagnoseforening. Dansk Forening for Osteogenesis Imperfecta tegnes af dets formand Karsten Jensen og foreningen virke er medlemsarrangementer, rådgivning og bladudgivelse. Foreningen har ca. 330 medlemmer.